# Raimonds Gudriķis
Raimonds Gudriķis (ur. 1954) – radziecki (łotewski) kierowca wyścigowy.

## Biografia
Był zawodnikiem drużyny kartingowej technikum w Kandawie. W 1976 roku rozpoczął rywalizację Estonią 15M w Sowieckiej Formule 4, zdobywając czwarte miejsce w klasyfikacji końcowej, a rok później mistrzostwo Łotwy. W sezonie 1978 zdobył drugie miejsce w Bikerniekach oraz wicemistrzostwo serii. Osiągnięcie to Gudriķis powtórzył rok później. W 1980 roku zadebiutował w Sowieckiej Formule Easter, zdobywając również mistrzostwo Łotwy. W sezonie 1981 zajął trzecie miejsce na torze Czajka, zadebiutował również w Pucharze Pokoju i Przyjaźni. W 1982 roku został sklasyfikowany na czwartym miejscu w Sowieckiej Formule Easter, ponadto ponownie został mistrzem Łotwy, podobnie jak w 1983 roku. W sezonie 1984 został kartingowym mistrzem ZSRR. W sezonie 1985 zajął drugiej miejsce w wyścigu w Czajce i został sklasyfikowany na trzecim miejscu w klasyfikacji końcowej, podobnie jak w mistrzostwach w kartingu. W kolejnych latach startował w kartingu, będąc jednym z liderów reprezentacji ZSRR. W latach 1987, 1989 i 1990 był mistrzem kraju, natomiast w 1988 roku – II wicemistrzem.

## Wyniki
| Legenda oznaczeń w tabelach wyników Wyświetl szablon na nowej stronie | Legenda oznaczeń w tabelach wyników Wyświetl szablon na nowej stronie                                                                     |
| Oznaczenie                                                            | Wyjaśnienie |
| --------------------------------------------------------------------- | --- |
| Złoty                                                                 | Zwycięzca lub mistrzostwo |
| Srebrny                                                               | 2. miejsce lub wicemistrzostwo |
| Brązowy                                                               | 3. miejsce lub II wicemistrzostwo |
| Zielony                                                               | Ukończył, punktował (w klasyfikacji generalnej, gdy zdobył co najmniej jeden punkt na przestrzeni sezonu, poza trzema powyższymi opcjami) |
| Niebieski                                                             | Ukończył, nie punktował (w klasyfikacji generalnej, gdy nie zdobył co najmniej jednego punktu na przestrzeni sezonu)                      |
| Czerwony                                                              | Nie zakwalifikował się (NZ) |
| Czerwony                                                              | Nie prekwalifikował się (NPK) |
| Różowy                                                                | Nie ukończył (NU) |
| Różowy                                                                | Niesklasyfikowany (NS) (w klasyfikacji generalnej, gdy nie został sklasyfikowany w żadnym wyścigu sezonu)                                 |
| Czarny                                                                | Zdyskwalifikowany (DK) |
| Czarny                                                                | Wykluczony (WYK/EX) |
| Biały                                                                 | Nie wystartował (NW) |
| Biały                                                                 | Kontuzjowany (K/INJ) |
| Biały                                                                 | Wyścig odwołany (OD/C) |
| Bez koloru                                                            | Został wycofany (WYC/WD) |
| Bez koloru                                                            | Nie przybył (NP/DNA) |
| Bez koloru                                                            | Nie brał udziału w treningach (NT/DNP) |
| Bez koloru                                                            | Nie został zgłoszony (–) |
| Pogrubienie                                                           | Start z pole position |
| Kursywa                                                               | Najszybsze okrążenie wyścigu |
| †                                                                     | Nie ukończył, ale jego rezultat został zaliczony ze względu na przejechanie więcej niż 90% dystansu wyścigu.                              |
| *                                                                     | Sezon w trakcie |
| 1/2/3                                                                 | Punktowana pozycja w sprincie kwalifikacyjnym                                                                                             |
| Lista systemów punktacji Formuły 1                                    | |

### Puchar Pokoju i Przyjaźni
| Rok  | Samochód   | Silnik | Wyniki w poszczególnych eliminacjach | Wyniki w poszczególnych eliminacjach | Wyniki w poszczególnych eliminacjach | Wyniki w poszczególnych eliminacjach | Wyniki w poszczególnych eliminacjach | Wyniki w poszczególnych eliminacjach | Pkt. | Msc. |
| ---- | ---------- | ------ | ------------------------------------ | ------------------------------------ | ------------------------------------ | ------------------------------------ | ------------------------------------ | ------------------------------------ | ---- | ---- |
| 1981 |            |        | Czechosłowacja                       | Polska                               |                                      |                                      |                                      |                                      | 36   | 33   |
| 1981 | Estonia 20 | Łada   | -                                    | -                                    | 9                                    | -                                    | -                                    |                                      | 36   | 33   |
| 1984 |            |        | Czechosłowacja                       | Polska                               |                                      |                                      |                                      |                                      | 37   | 27   |
| 1984 | Estonia 20 | Łada   | -                                    | -                                    | 8                                    | -                                    | -                                    | -                                    | 37   | 27   |

### Sowiecka Formuła Easter
| Rok  | Zespół          | Samochód   | Silnik | Wyniki w poszczególnych eliminacjach | Wyniki w poszczególnych eliminacjach | Wyniki w poszczególnych eliminacjach | Pkt. | Msc. |
| ---- | --------------- | ---------- | ------ | ------------------------------------ | ------------------------------------ | ------------------------------------ | ---- | ---- |
| 1980 |                 |            |        |                                      |                                      |                                      | 54   | 15   |
| 1980 | Daugava Kandava | Estonia 19 | Łada   | NU                                   | 14                                   | 16                                   | 54   | 15   |
| 1981 |                 |            |        |                                      |                                      |                                      | 163  | 5    |
| 1981 | Daugava Kandava | Estonia 20 | Łada   | 4                                    | 3                                    | 10                                   | 163  | 5    |
| 1982 |                 |            |        |                                      |                                      |                                      | 157  | 4    |
| 1982 | Daugava Kandava | Estonia 20 | Łada   | 4                                    | 4                                    | 3                                    | 157  | 4    |
| 1984 |                 |            |        |                                      |                                      |                                      | ?    | 7    |
| 1984 | DOSAAF Kandava  | Estonia 20 | Łada   | NW                                   | 4                                    | 9                                    | ?    | 7    |
| 1985 |                 |            |        |                                      |                                      |                                      | 142  | 3    |
| 1985 | DOSAAF Kandava  | Estonia 20 | Łada   | 6                                    | 2                                    | 8                                    | 142  | 3    |